# DHB-Pokal der Frauen 2021/22
Die Handballspiele um den DHB-Pokal 2021/22 der Frauen fanden zwischen August 2021 und Mai 2022 statt.
Die erste Runde wurde am Wochenende 28./29. August 2021 ausgespielt. Am Wochenende des 28./29. Mai 2022 fand das Final4 um den DHB-Pokal in der Stuttgarter Porsche-Arena statt. Die SG BBM Bietigheim verteidigte den Titel.

## Hauptrunden

### 1. Runde
Die Spielpaarungen der 1. Runde im DHB-Pokal wurden am 20. Juli 2021 ausgelost. Zehn Mannschaften spielten um den Einzug in die zweite Runde, 13 Vereine erhielten ein Freilos. Die Auslosung fand nach regionalen Gesichtspunkten statt. Das Heimrecht lag bei der in der Spielzeit 2020/21 klassentieferen Mannschaft.
Die 1. Runde wurde am Wochenende des 28./29. August ausgespielt. Der Gewinner jeder Partie zog in die 2. Runde des DHB-Pokals ein.
| Datum           | Heimmannschaft (Liga)                                                  | Gastmannschaft (Liga)              | Ergebnis (Halbzeitstand) |
| --------------- | ---------------------------------------------------------------------- | ---------------------------------- | ------------------------ |
| 28. August 2021 | MTV Vater Jahn Peine (Oberliga Niedersachsen)                          | SV Werder Bremen (2. Bundesliga)   | 20:37 (12:18)            |
| 28. August 2021 | SG 09 Kirchhof (3. Liga)                                               | TVB Wuppertal (2. Bundesliga)      | 25:22 (11:11)            |
| 29. August 2021 | Amazonen Athletic Club Leipzig (Verbandsliga Staffel West, HV Sachsen) | HC Rödertal (3. Liga)              | 17:48 (05:24)            |
| 29. August 2021 | HSG Freiburg (3. Liga)                                                 | SG H2Ku Herrenberg (2. Bundesliga) | 29:32 (13:14)            |
| 29. August 2021 | Kurpfalz Bären Ketsch (2. Bundesliga)                                  | TG Nürtingen (2. Bundesliga)       | 24:17 (06:08)            |

Freilose erhielten die Vereine TSV Nord Harrislee (2. Bundesliga), TV Oyten (3. Liga), SG Neuenhaus/Uelsen (Oberliga Nordsee), TH Eilbeck (Hamburgliga), TuS Lintfort (2. Bundesliga), HSV Solingen-Gräfrath (2. Bundesliga), Füchse Berlin (2. Bundesliga), HC Leipzig (2. Bundesliga), SV Grün-Weiß Schwerin (3. Liga), VfL Waiblingen (2. Bundesliga), 1. FSV Mainz 05 (2. Bundesliga), Frisch Auf Göppingen (2. Bundesliga) und HSG DJK Marpingen–SC Alsweiler (3. Liga).

### 2. Runde
In der 2. Runde des DHB-Pokals starteten die fünf Sieger der Partien aus der 1. Runde, zudem zogen die 13 Klubs mit einem Freilos spielfrei in die 2. Runde ein. Dazu kamen die Vereine der Bundesligasaison 2021/22. Diese Runde wurde am 2./3. Oktober 2021 ausgetragen. Ausgelost wurden die Partien am 31. August 2021.

#### Gruppe Nord
| Datum           | Heimmannschaft (Liga)                  | Gastmannschaft (Liga)                | Ergebnis (Halbzeitstand) |
| --------------- | -------------------------------------- | ------------------------------------ | ------------------------ |
| 2. Oktober 2021 | Füchse Berlin (2. Liga)                | HSG Blomberg-Lippe (1. Liga)         | 22:38 (11:21)            |
| 2. Oktober 2021 | TV Oyten (3. Liga)                     | HL Buchholz 08-Rosengarten (1. Liga) | 12:47 (08:22)            |
| 2. Oktober 2021 | TuS Lintfort (2. Liga)                 | Buxtehuder SV (1. Liga)              | 28:36 (15:20)            |
| 2. Oktober 2021 | SG Neuenhaus/Uelsen (Oberliga Nordsee) | TSV Nord Harrislee (2. Liga)         | 16:43 (09:21)            |
| 2. Oktober 2021 | SV Union Halle-Neustadt (1. Liga)      | Thüringer HC (1. Liga)               | 18:28 (11:16)            |
| 2. Oktober 2021 | TH Eilbeck (Hamburg-Liga)              | Borussia Dortmund (1. Liga)          | 13:60 (09:29)            |
| 3. Oktober 2021 | SV Grün-Weiß Schwerin (3. Liga)        | SV Werder Bremen (2. Liga)           | 22:32 (10:17)            |
| 3. Oktober 2021 | HC Leipzig (2. Liga)                   | VfL Oldenburg (1. Liga)              | 29:39 (14:20)            |

- Anmerkung: Die Angabe der Ligazugehörigkeit bezieht sich auf die aktuelle Saison 2021/22; für die Vergabe des Heimrechts an die unterklassige Mannschaft ist die Ligazugehörigkeit der Vorsaison 2020/21 maßgeblich.

#### Gruppe Süd
| Datum           | Heimmannschaft (Liga)                    | Gastmannschaft (Liga)              | Ergebnis (Halbzeitstand) |
| --------------- | ---------------------------------------- | ---------------------------------- | ------------------------ |
| 2. Oktober 2021 | HSV Solingen-Gräfrath (2. Liga)          | 1. FSV Mainz 05 (2. Liga)          | 29:25 (15:15)            |
| 2. Oktober 2021 | BSV Sachsen Zwickau (1. Liga)            | HC Rödertal (3. Liga)              | 23:31 (12:11)            |
| 2. Oktober 2021 | SG 09 Kirchhof (3. Liga)                 | HSG Bad Wildungen (1. Liga)        | 22:33 (08:19)            |
| 2. Oktober 2021 | SG H2Ku Herrenberg (2. Liga)             | Kurpfalz Bären (2. Liga)           | 29:32 (17:17)            |
| 2. Oktober 2021 | HSG DJK Marpingen-SC Alsweiler (3. Liga) | Neckarsulmer Sport-Union (1. Liga) | 17:51 (07:21)            |
| 3. Oktober 2021 | SG BBM Bietigheim (1. Liga)              | TuS Metzingen (1. Liga)            | 32:24 (17:11)            |
| 3. Oktober 2021 | HSG Bensheim/Auerbach (1. Liga)          | Frisch Auf Göppingen (2. Liga)     | 24:21 (07:10)            |
| 3. Oktober 2021 | VfL Waiblingen (2. Liga)                 | TSV Bayer 04 Leverkusen (1. Liga)  | 31:28 (14:14)            |

- Anmerkung: Die Angabe der Ligazugehörigkeit bezieht sich auf die aktuelle Saison 2021/22; für die Vergabe des Heimrechts an die unterklassige Mannschaft ist die Ligazugehörigkeit der Vorsaison 2020/21 maßgeblich.

## Achtelfinale
In das Achtelfinale zogen die 16 Sieger aus der 2. Runde ein. Ausgelost wurden die Partien am 13. Oktober 2021 durch Henning Mühlleitner. Die Spiele wurden vom 10. bis 14. November 2021 ausgetragen.
| Datum             | Heimmannschaft (Liga)              | Gastmannschaft (Liga)                | Ergebnis (Halbzeitstand) |
| ----------------- | ---------------------------------- | ------------------------------------ | ------------------------ |
| 10. November 2021 | HSG Blomberg-Lippe (1. Liga)       | Borussia Dortmund (1. Liga)          | 30:34 (20:16)            |
| 10. November 2021 | HSG Bensheim/Auerbach (1. Liga)    | SG BBM Bietigheim (1. Liga)          | 26:31 (14:15)            |
| 13. November 2021 | Neckarsulmer Sport-Union (1. Liga) | VfL Oldenburg (1. Liga)              | 29:34 (19:13)            |
| 13. November 2021 | HSV Solingen-Gräfrath (2. Liga)    | Thüringer HC (1. Liga)               | 24:29 (14:14)            |
| 13. November 2021 | SV Werder Bremen (2. Liga)         | VfL Waiblingen (2. Liga)             | 22:25 (12:12)            |
| 13. November 2021 | Kurpfalz Bären (2. Liga)           | HSG Bad Wildungen (1. Liga)          | 28:36 (15:17)            |
| 14. November 2021 | TSV Nord Harrislee (2. Liga)       | HL Buchholz 08-Rosengarten (1. Liga) | 29:33 (13:14)            |
| 14. November 2021 | HC Rödertal (3. Liga)              | Buxtehuder SV (1. Liga)              | 19:32 (12:15)            |

## Viertelfinale
In das Viertelfinale zogen die acht Sieger aus dem Achtelfinale ein. Die Spiele sollten am 29. und 30. Januar 2022 ausgetragen werden. Die Auslosung nahm am 20. November 2021 Andreas Dibowski vor.
| Datum           | Heimmannschaft (Liga)       | Gastmannschaft (Liga)                | Ergebnis (Halbzeitstand) |
| --------------- | --------------------------- | ------------------------------------ | ------------------------ |
| 29. Januar 2022 | SG BBM Bietigheim (1. Liga) | Borussia Dortmund (1. Liga)          | 32:24 (17:11)            |
| 30. Januar 2022 | Buxtehuder SV (1. Liga)     | HSG Bad Wildungen (1. Liga)          | 36:22 (15:12)            |
| 30. Januar 2022 | VfL Waiblingen (2. Liga)    | Thüringer HC (1. Liga)               | 26:27 (11:10)            |
| 6. März 2022    | VfL Oldenburg (1. Liga)     | HL Buchholz 08-Rosengarten (1. Liga) | 27:21 (16:10)            |

## Finalspiele
Das nach dem Sponsor Olymp Bezner OLYMP Final4 genannte Final Four fand am Wochenende 28. und 29. Mai 2022 in der Porsche-Arena in Stuttgart statt.
In das Final4 zogen die vier Sieger aus dem Viertelfinale ein.
| Datum        | Heimmannschaft (Liga)   | Gastmannschaft (Liga)       | Ergebnis (Halbzeitstand) |
| ------------ | ----------------------- | --------------------------- | ------------------------ |
| 28. Mai 2022 | VfL Oldenburg (1. Liga) | Buxtehuder SV (1. Liga)     | 28:26 (15:08)            |
| 28. Mai 2022 | Thüringer HC (1. Liga)  | SG BBM Bietigheim (1. Liga) | 28:32 (12:17)            |

### 1. Halbfinale
VfL Oldenburg: Renner, Bahrs – Carstensen (11), Teiken (4), Pichlmeier  (4), Schirmer (4), Martens (2), Steffen   (2), Reinemann (1), Weyers, Jongenelen, Hoitzing, Buhl, Klöcker, Knippert, Golla
Buxtehuder SV: Rühter, Filter – Lott (7), Süchting  (4), Kähr (4), Ossenkopp (3), Mühlner  (2), Dölle  (2), Winterberg (2), Heldmann (1), von Prittwitz (1), Hinrichs, Antl , Schönefeld, Lakenmacher
Schiedsrichter: Ramesh und Suresh Thiyagarajah

### 2. Halbfinale
Thüringer HC: Kuske, Schjött – Kündig   (8), Meyer (5), İskit (4), Tanabe (3), Jakubisová (3), Rode  (3), Reichert (1), Zachová, Niederwieser , Tsakalou, Braun, Schmidt-Robben
SG BBM Bietigheim: van der Linden, Szikora, Moreschi – I. Smits (5), Kudłacz-Gloc (5), Lauenroth (3), Schulze  (3), X. Smits   (3), Østergaard (3), Maidhof (3), Malá  (3), Behrend (2), Naidzinavicius (1), Dulfer (1), Jørgensen
Schiedsrichter: Robert Schulze & Tobias Tönnies

### Spiel um Platz 3
Die Verlierer der beiden Halbfinalbegegnungen trafen am 29. Mai 2022 um 12:30 Uhr im Spiel um Platz 3 aufeinander.
| Datum, Uhrzeit          | Heimmannschaft |   | Gastmannschaft | Ergebnis (Halbzeitstand) |
| ----------------------- | -------------- | - | -------------- | ------------------------ |
| 29. Mai 2022, 12:30 Uhr | Buxtehuder SV  | – | Thüringer HC   | 27:30 (12:17)            |

Buxtehuder SV: Rühter, Filter – Kähr  (6), Lott  (4), Süchting (3), Antl  (3), Dölle (3), Ossenkopp (3), Winterberg (2), von Prittwitz  (2), Mühlner  (1), Heldmann, Hinrichs, Schönefeld, Lakenmacher
Thüringer HC: Kuske, Schjött – İskit (8), Jakubisová (5), Meyer (4), Tanabe (4), Kündig  (3), Tsakalou (2), Reichert (2), Rode  (1), Schmidt-Robben (1), Zachová, Niederwieser  , Braun
Schiedsrichter: Ramesh und Suresh Thiyagarajah

### Finale
Die Sieger der beiden Halbfinalbegegnungen spielten am 29. Mai 2029 um 15 Uhr im Finale um den Titel des Deutschen Pokalsiegers 2022.
| Datum, Uhrzeit          | Heimmannschaft |   | Gastmannschaft    | Ergebnis (Halbzeitstand) |
| ----------------------- | -------------- | - | ----------------- | ------------------------ |
| 29. Mai 2022, 15:00 Uhr | VfL Oldenburg  | – | SG BBM Bietigheim | 30:40 (12:17)            |

VfL Oldenburg: Renner, Bahrs – Pichlmeier  (9), Carstensen (8), Steffen  (6), Schirmer (3), Martens  (2), Jongenelen  (1), Golla (1), Teiken, Reinemann, Weyers, Hoitzing, Buhl, Klöcker, Knippert
SG BBM Bietigheim: van der Linden, Szikora, Moreschi – Kudłacz-Gloc  (6), Maidhof (6), I. Smits (5), Malá   (5), Schulze  (4), Dulfer (4), Østergaard  (4), Behrend (3), Lauenroth  (1), Naidzinavicius (1), X. Smits  (1), Jørgensen
Schiedsrichter: Hanspeter Brodbeck & Simon Reich